# Pictogramă

Pictograme folosite într-un parc național.

Pictogramă, pictograme, cuvânt compus provenit din picto și graphein, semnificând "a scrie prin pictare", provenit în limba română din franceză, pictogramme, este un simbol, desen sau un șir de desene simbolice, sugestive, prin care sunt redate concepte, obiecte, activități, locuri și idei în unele sisteme de scriere. 
Pictografia este o formă de scriere în care ideile sunt transmise prin desene. Este baza scrierii cuneiforme și până la un anumit punct, a hieroglifelor scrierii Egiptului antic, care utilizează desene, semne fonetice și rime determinante. 
Sistemele de scriere timpurii erau bazate pe pictograme, care erau abstractizări inspirate de formele unor lucruri, obiecte și ființe reale, la care se adăugau ideograme, desene care reprezentau concepte și idei. Astfel de sisteme de scriere au început să apară în culturile timpurii de pe teritoriul de azi al Chinei, datate aproximativ acum 7.000 de ani, dezvoltându-se ulterior în sisteme de scriere logografice, acum circa 4.000 de ani. Pictogramele sunt încă folosite ca mijloc major de comunicare scrisă în anumite culturi non-literale din Africa, cele două Americi și Oceania. Pictogramele sunt adesea folosite ca simboluri primare în multe din culturile contemporane. 

## Antecesor scrisului
Sistemele de scriere timpurii erau bazate pe pictograme. Înaintează scrierea cuneiformă. Mai jos sunt ideograme chinezești:
| 門 | Poartă |  | 木 | Copac |  | 火 | Foc |  | 人 | Om |  | 川 | Fluviu |  | 山 | Munte |

## Înlocuitor de notițe scurte
Pictograme sunt folosite global, de exemplu ca indicator rutier sau ca semn de atenție.

Pentru femei
Ieșirea se află la stânga
Toxic
Radioactiv
Alergător
Mutagen
Ieșire de urgență
Pentru persoane cu dizabilități
Aeroport
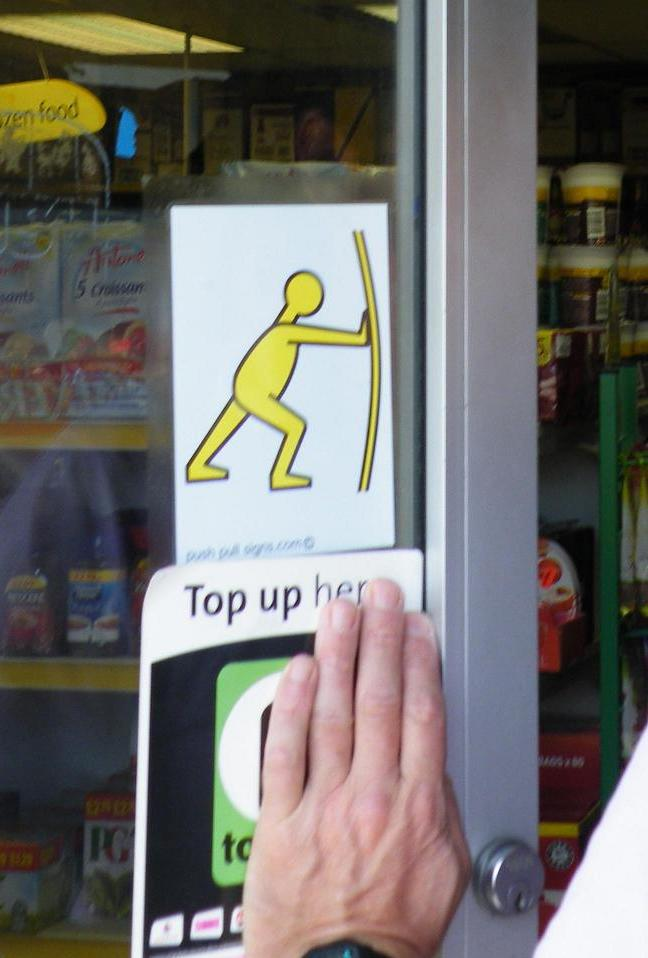
Împinge
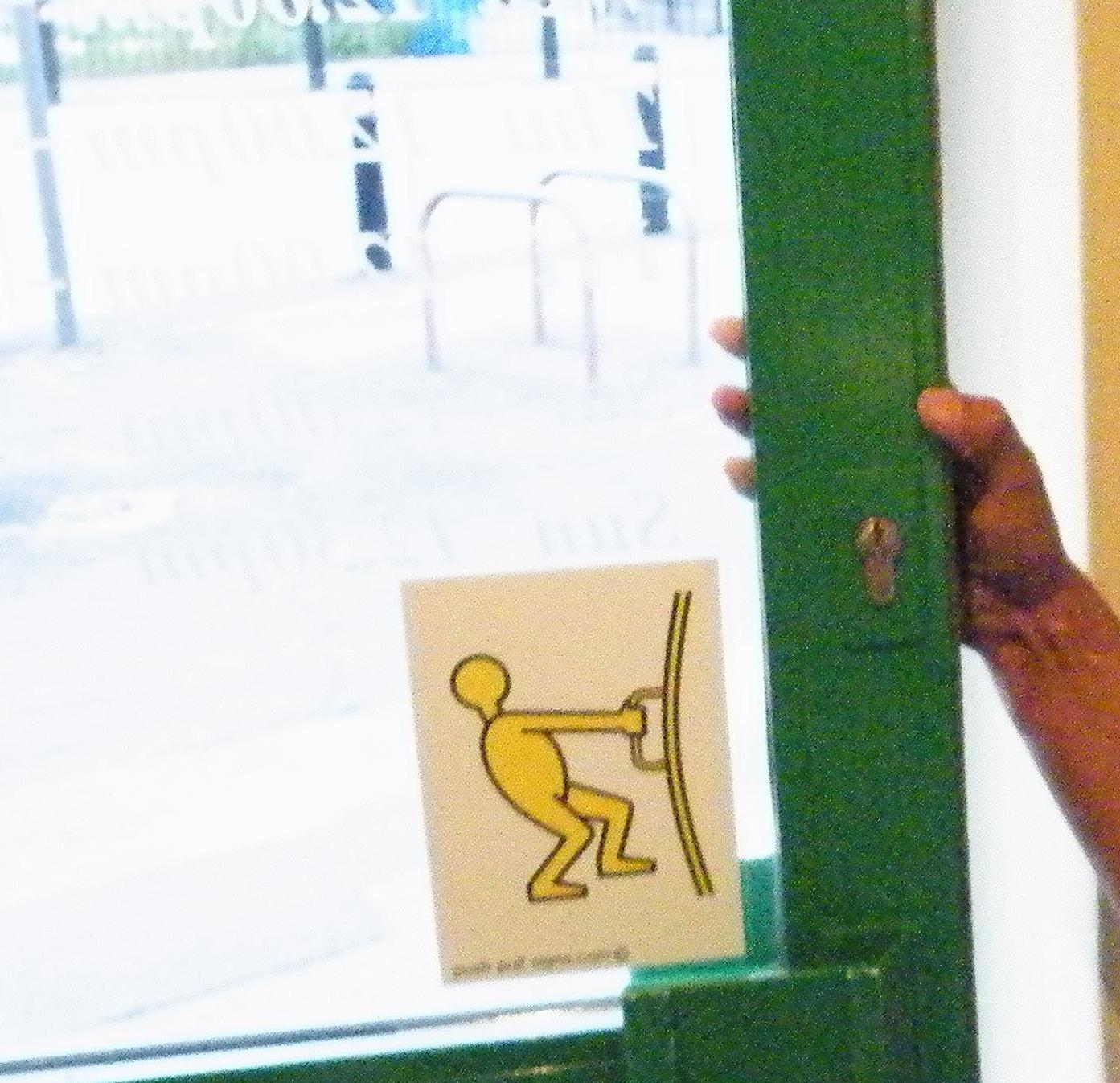
Trage
Reciclare
Substanță corozivă (GHS)
GHS
Sarcina suspendată
Pericol de alunecare
pentru Atingere
pentru Auz
pentru Văz
pentru Miros